# 中村寿一
中村 寿一（なかむら じゅいち、1892年〈明治25年〉5月29日 - 1956年〈昭和31年〉1月6日）は、日本の政治家。愛知県挙母市長（1期、挙母市は豊田市の旧市名）、挙母町長、愛知県会議員などを歴任した。
挙母町長在職中、トヨタ自動車工業（現・トヨタ自動車）の工場誘致、土地買収に尽力したことで知られる。

## 来歴

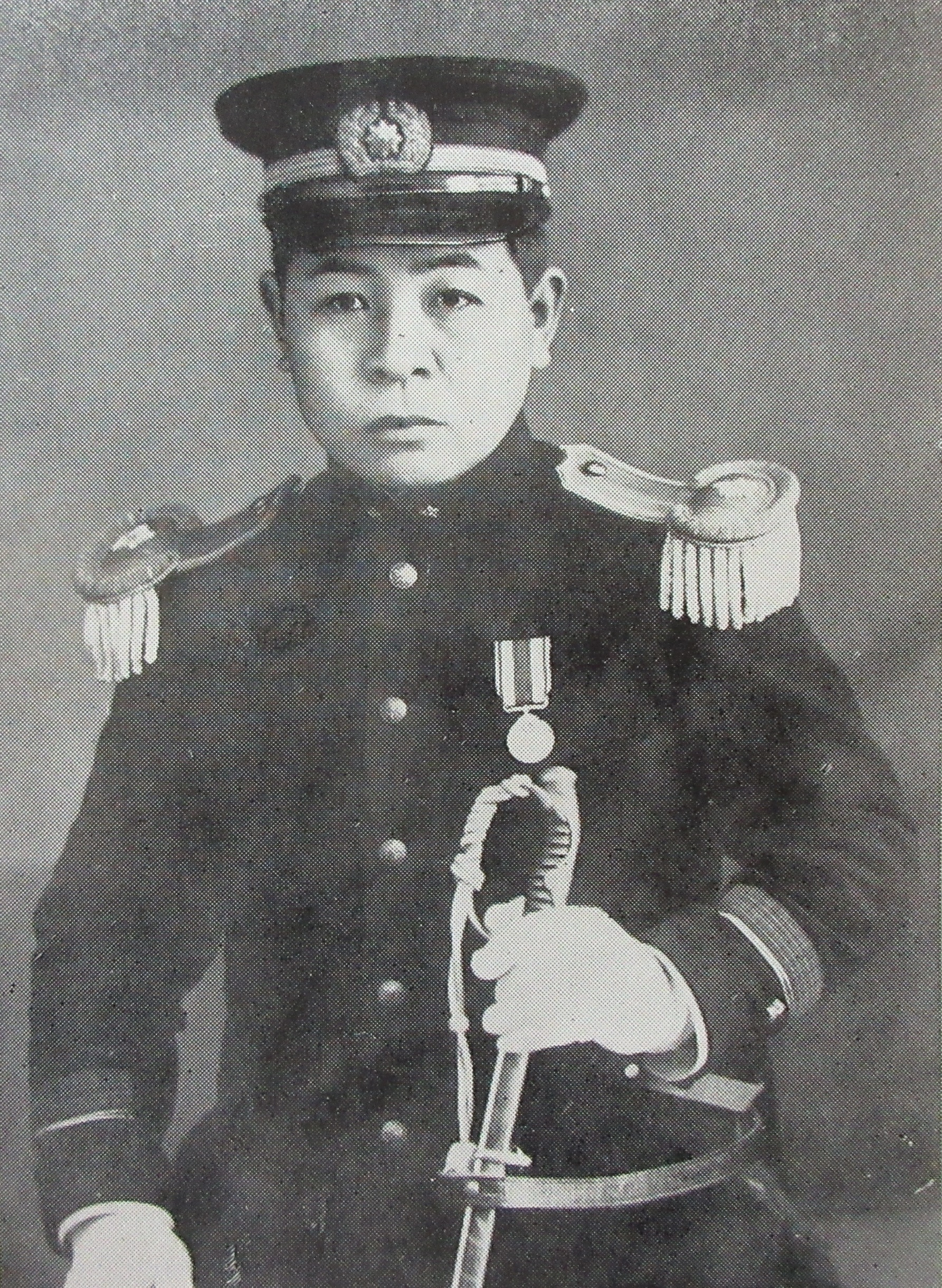
警察官時代の中村寿一

愛知県八名郡下条村（現・豊橋市）出身。農業を営む中村桂次郎の長男として生まれる。下川村第一尋常高等小学校卒業。父の死をきっかけとして1906年（明治39年）、14歳のときに家を出て農業試験場養蚕部に入る。養蚕教師として西三河の農家の指導にあたった。
1912年（明治45年）、第15師団に入隊。1913年（大正2年）、除隊と同時に警察官となる。弥富警察署長、田口警察署長などを歴任したのち、1928年（昭和3年）5月4日、挙母警察署長に就任。
1929年（昭和4年）6月8日、挙母町長に就任。挙母町は明治から大正にかけて養蚕・製糸業の盛んな地域であった。ところが世界恐慌の影響で1930年（昭和5年）に国内外の生糸の需要が激減し、壊滅的なダメージを受けた挙母町は「破れころも」と揶揄されるようになった。中村は不況下であっても教育の充実を目指し、挙母町では愛知県挙母農業公民学校、挙母町立青年学校、愛知県挙母中学校（現・愛知県立豊田西高等学校）などが開校した。

### トヨタ自動車工業の進出
1933年（昭和8年）9月、豊田自動織機製作所（現・豊田自動織機）は、常務取締役の豊田喜一郎の進言により自動車産業への参入を決断。同年11月、挙母町に対し、「論地ヶ原」と呼ばれる挙母町下市場（現・豊田市トヨタ町）の丘陵地域58万坪を自動車工場用地として買収したいと申し入れをした。1934年（昭和9年）7月30日、中村と会社は、土地の分譲価格を坪あたり20銭、譲渡期限を同年9月末とする申合書を取り交わした。
しかし挙母町による土地買収は難航。翌1935年（昭和10年）春の時点になっても、下市場地区と長興寺地区の山林や田畑の価格交渉と買収予定地の開拓農家10戸の移転先や替え地の問題が残っていた。同年4月21日に中村は豊田自動織機から「契約取消し」の手紙を受け取るが、なおも交渉をねばり、12月14日に挙母町は、総数182人の地主から買収した58万坪（約200万m2、実測62万51坪）の用地を会社に引き渡した。町は坪平均30銭で地主から土地を買い取ったが、豊田自動織機は申合書どおり坪20銭で購入した。同社は工場の操業前に事業税を先払いし、挙母町はこれを工場誘致費の差額分に充てた。同社の挙母町負担金立替額は7万7,479円に及んだ。
1937年（昭和12年）8月28日にトヨタ自動車工業株式会社（現・トヨタ自動車）が設立され、挙母工場は1938年（昭和13年）11月3日についに竣工した。以後、挙母町は「クルマのまち」として歩み始めることとなった。
本多鋼治県議の辞職に伴って1938年（昭和13年）3月8日に行われた愛知県会議員補欠選挙に立候補し初当選した。

### 戦後

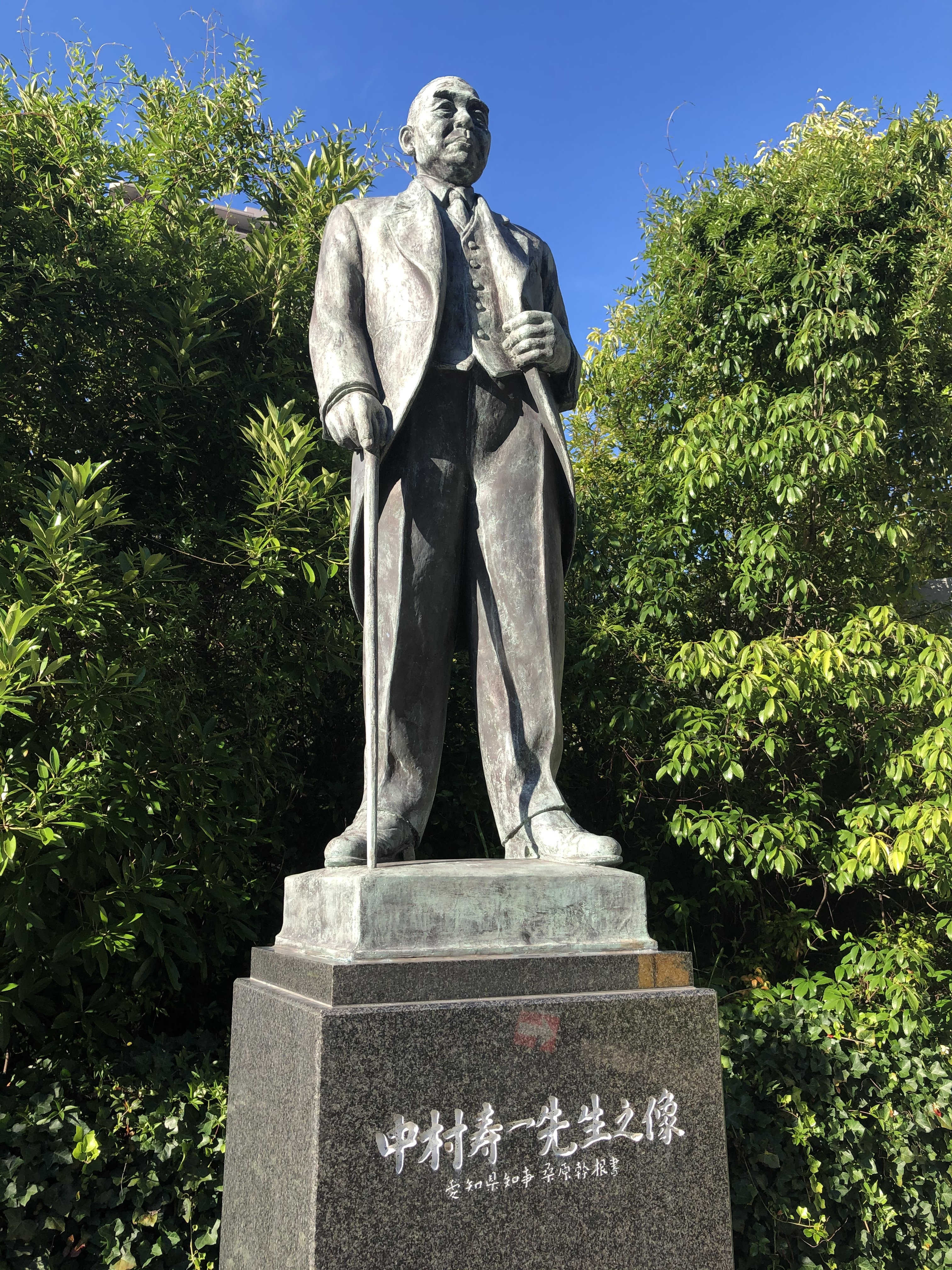
豊田市役所の敷地内にある中村の銅像

戦後も町長として残り、混乱の収拾にあたっていたが、1946年（昭和21年）5月17日に辞職した。同年7月10日、挙母町会の全員協議会が作案した町長選挙が行われる。この選挙は準公選とも言うべきもので、立候補者は定めず、各自が自由にこれはと思う人物に投票するというものであった。中村は自ら立候補したわけではなかったが得票数2位で、最高点の渡辺釟吉が当選した。
大政翼賛会愛知県支部参与を務めていたことから、1947年（昭和22年）1月14日付で公職追放を受ける。長く閑職にあったが、1951年（昭和26年）7月2日に追放解除になる。
1952年（昭和27年）11月26日、挙母商工会議所（現・豊田商工会議所）が設立認可される。同商工会議所の副会頭に就任。
1955年（昭和30年）4月30日に行われた挙母市長選挙に立候補。現職の渡辺釟吉、中村武男らを破り初当選した（中村寿一8,202票、渡辺7,813票、中村武男1,439票）。投票率は95.20％であった。
同年暮れから体調を崩し自宅で療養していたが、1956年（昭和31年）1月6日、延髄出血により死去。63歳没。同年1月11日、勲五等瑞宝章を受章。1961年（昭和36年）3月1日、豊田市名誉市民に推挙される。
2019年（平成31年）3月2日、豊田喜一郎と中村の功績をたたえる「顕彰祭」が、二人の銅像がある豊田市役所で開かれた。親族や地元関係者、小中学生ら約450人が集まり銅像に献花した。